# Chaco&ずん子
Chaco&ずん子（チャコ アンド ずんこ）とは、日本の二人組マルチタレント。個人の年齢や本名は非公開であり、合算すると130を超えることだけが公表されている。ガブリエル所属。

## 経歴
Chaco は神奈川県横浜市在住、ずん子は茨城県龍ケ崎市在住であり、両方とも主婦である。2017年から遡ること十数年前、ずん子が50代を迎え、俳優を憧れていると友人から俳優養成所へ勧められ、入所、そこで2人は出会った。それからは、劇団の舞台や再現ドラマなどで主として活動していた。ずん子は2017年6月24日から公開された尾野真千子・向井理主演の『いつまた、君と』において、近所のおばちゃん役で出演している。
2015年、元警察官の夫がいるずん子から、近年の自転車マナーについての話題があり、どうすればマナーが改善されるかという話になった。改善策として歌に訴える方法が挙がり、その結果、「自転車だって安全運転！」という歌ができあがった。同曲を、府中警察署の自転車マナーイベントで披露したところ、受けがよかった。その後、2017年2月22日の『いつまでも夢を』で歌手デビューを果たした。同シングルは「週間USEN HIT 演歌/歌謡曲ランキング」で15位（集計期間2017年2月24日〜同年3月8日）を記録した。
2020年『ドクター·デスの遺産-BLACK FILE』(ワーナー·ブラザース映画)にアパート住人の役でChacoが出演。翌年、同監督で『光復』(長野ロケ)Chaco出演。いずれも深川栄洋監督作品